# Ligbrænding
Ligbrænding er at brænde et lig og kaldes også kremation eller kremering.
Ligbrænding foretages normalt i et krematorium. Et krematorium kaldes også bålvi eller bålhus.
Størrelsen på krematorieovnen styrer hvor store kister, der kan brændes, så enkelte krematorier har måttet afvise kister der var for store.

## Ligbrænding i Danmark
I Danmark trådte den første lov om ligbrænding i kraft i 1892, hvor man dog kun kunne blive brændt, hvis man var medlem af Dansk Ligbrændingsforening. Foreningen blev stiftet i 1881 på grund af frygten for den smittefare, de døde kunne bære på grund af koleraepedemi rundt om i Europa, dårlige kirkegårdsforhold og kloaksystemer. Den første lovlige ligbrænding fandt sted i 1893, men først i 1975 blev ligbrænding lovmæssigt ligestillet med jordbegravelse.
Størstedelen af den danske befolkning bliver kremeret når de dør. Enten har de selv valgt dette eller deres nærmeste pårørende, som står for planlægningen af begravelsen/bisættelsen, vælger for dem.
For hele den danske befolkning gælder det ca. 77 procent, mens det gælder hele 90 procent i større byer.

## Ligbrænding i de tyske koncentrationslejre
Da udryddelsen af mennesker blev industrialiseret med Zyklon B blev ligbrænding effektiviseret af firmaet Topf & Söhne.